# Everyday Chemistry
Everyday Chemistry é um álbum de remixes, creditado aos Beatles mas de autor desconhecido que foi disponibilizado para download digital grátis em 9 de setembro de 2009. O álbum estava acompanhado por uma narrativa escrita por uma pessoa anônima sob o nome de "James Richards". Ele ou ela escreveu ter encontrado uma pessoa de um universo paralelo onde os  Beatles não tinham se separado que havia lhe entregado uma fita cassete contendo um de seus supostos álbuns naquela linha de tempo. Na realidade, seu conteúdo é um mashup sampleado de diversas canções, composta em sua maioria de gravações de John Lennon, Paul McCartney, George Harrison e  Ringo Starr em suas carreiras solos. Richards nega que o álbum seja composto de mashups, racionalizando que "mesmo que no universo alternativo os Beatles não tenham rompido, isso não significava que suas futuras ideias musicais desapareceram."

## Lista de faixas
| N.º            | Título                       | Canções sampleadas | Duração |  |
| 1.             | "Four Guys"                  | - "I'm Moving On" (John Lennon) - "Band on the Run" (Paul McCartney) - "When We Was Fab" (George Harrison) - "Vertical Man" (Ringo Starr) - "Beatlemania In Action - Álbum: The Beatles Story" (The Beatles) - "We were four guys ... that's all (Interview Anthology 1)" (The Beatles)                                                                              |         |  |
| 2.             | "Talking to Myself"          | - "I'm Losing You" (John Lennon) - "Uncle Albert/Admiral Halsey" (Paul McCartney) - "Stuck Inside a Cloud" (George Harrison) - "Early 1970" (Ringo Starr) |         |  |
| 3.             | "Anybody Else"               | - "One Day (At a Time)" (John Lennon) - "Somedays" (Paul McCartney) - "Ballad Of Sir Frankie Crisp (Let It Roll)" (George Harrison) - "Monkey See – Monkey Do" (Ringo Starr) |         |  |
| 4.             | "Sick to Death"              | - "Gimme Some Truth" (John Lennon) - "No More Lonely Nights (playout version)" (Paul McCartney) - "The Devil and the Deep Blue Sea" (George Harrison) - "All By Myself" (Ringo Starr) |         |  |
| 5.             | "Jenn"                       | - "God Save Oz" (John Lennon) - "Jet" (Paul McCartney) - "Teardrops" (George Harrison) - "Hard Times" (Ringo Starr) |         |  |
| 6.             | "I'm Just Sitting Here"      | - "Watching the Wheels" (John Lennon) - "Call Me Back Again" (Paul McCartney) - "Give Me Love (Give Me Peace on Earth)" (George Harrison) - "Loser's Lounge" (Ringo Starr) |         |  |
| 7.             | "Soldier Boy"                | - "Isolation" (John Lennon)" - "Phil and John 1" (John Lennon) - "Listen to What the Man Said" (Paul McCartney) - "Woman Don't You Cry For Me" (George Harrison) - "I Don't Believe You" (Ringo Starr) - "John Lennon Becomes A DJ For A Day At KHJ Radio 27 September 1974" (and now back to your local station) Locução Inicial do trecho 14min:44s (John Lennon)" |         |  |
| 8.             | "Over the Ocean"             | - "You Are Here" (John Lennon) - "Heather" (Paul McCartney) - "I Dig Love" (George Harrison) - "Marwa Blues" (George Harrison) - "Back Off Boogaloo" (Ringo Starr) |         |  |
| 9.             | "Days Like These"            | - "Nobody Told Me" (John Lennon) - "Write Away" (Paul McCartney) - "Soft-Hearted Hana" (George Harrison) - "Christmas Eve" (Ringo Starr) |         |  |
| 10.            | "Saturday Night"             | - "Cold Turkey" (John Lennon) - 'Night Out" (Paul McCartney) - "P2 Vatican Blues (Last Saturday Night)" (George Harrison) - "Runaways" (Ringo Starr) |         |  |
| 11.            | "Mr. Gator's Swamp Jamboree" | - "Sunday Bloody Sunday" (John Lennon) - "Momma Miss America" (Paul McCartney) - "Tired Of Midnight Blue" (George Harrison) - "$15 Draw" (Ringo Starr) |         |  |
| Duração total: | Duração total:               | Duração total: | 54:16   |  |